# Zied Ait Ouagram
Zied Ait Ouagram, noto anche come Zied Ayet Ikram (in arabo زياد آيت أوكرام‎?; Tunisi, 18 dicembre 1988), è un lottatore tunisino naturalizzato marocchino, specializzato nella lotta greco-romana e libera.

## Biografia
È stato campione continentale per undice volte ai campionati africani, di cui otto con la Tunisia per il quale ha gareggiato dal 2007 al 2014 e tre con il Marocco, dal 2015.
Ha rappresentato la Tunisia ai Giochi olimpici estivi di Londra 2012 e il Marocco a quelli di Rio de Janeiro 2016 e Tokyo 2021.
Ha partecipato a tre edizioni consecutive dei Giochi del Mediterraneo: Pescara 2019 Mersin 2013 e Tarragona 2018, senza mai riuscire al salire sul podio. Ai Campionati del Mediterraneo di Larissa 2012 ha vinto l'argento nella lotta greco-romana -74 kg.

## Palmarès

### Marocco
- Giochi panafricani

Rabat 2019: bronzo nella lotta greco-romana -77 kg;
- Campionati africani

Alessandria d'Egitto 2015: oro nella lotta greco-romana -75 kg;
Marrakech 2017: oro nella lotta greco-romana -75 kg;
Port Harcourt 2018: argento nella lotta greco-romana -77 kg;
Hammamet 2019: oro nella lotta greco-romana -77 kg;
- Campionati arabi

El Jadida 2015: argento negli -80 kg;

### Tunisia
- Giochi panafricani

Algeri 2007: argento nella lotta greco-romana -74 kg;
- Campionati africani

Il Cairo 2007: oro nella lotta greco-romana -74 kg;
Tunisia 2008: bronzo nella lotta greco-romana -74 kg;
Casablanca 2009: oro nella lotta greco-romana -74 kg;
Il Cairo 2010: oro nella lotta greco-romana -74 kg;
Dakar 2011: oro nella lotta greco-romana -74 kg;
Marrakech 2012: oro nella lotta libera -74 kg;
N'Djamena 2013: oro nella lotta greco-romana -74 kg; oro nella lotta libera -74 kg;
Tunisia 2014: oro nella lotta greco-romana -75 kg;
- Campionati del Mediterraneo

Larissa 2012: argento nella lotta greco-romana -74 kg;
- Giochi panarabi

Doha 2011: oro nella lotta greco-romana -74 kg;